# Tschulpan Ralitowna Walijewa
Tschulpan Ralitowna Walijewa (russisch Чулпан Ралитовна Валиева, wiss. Transliteration Čulpan Ralitovna Valieva, englisch Chulpan Ralitovna Valieva; * 27. Januar 2001) ist eine russische nordische Kombiniererin.

## Werdegang
Walijewa gab am Continental-Cup-Wochenende Mitte März 2019 in Nischni Tagil ihr internationales Debüt. Bei ihrem ersten Einsatz belegte sie im Massenstart den zwölften Rang und auch beim Wettbewerb nach der Gundersen-Methode erreichte sie als 17. die Punkteränge. Ihre nächsten internationalen Wettkämpfe bestritt sie rund elf Monate später bei den Continental-Cup-Rennen in Eisenerz, wo sie die Ränge 25 und 23 einnahm. Wenige Wochen später ging Walijewa bei den Nordischen Junioren-Skiweltmeisterschaften 2020 in Oberwiesenthal an den Start und belegte dabei den 19. Platz im Einzel. Zum Saisonabschluss wurde sie zweimal Elfte in Nischni Tagil. In der Continental-Cup-Gesamtwertung belegte sie Rang 26.
Am 18. Dezember 2020 nahm sie am historisch ersten Weltcup-Wettbewerb in der Ramsau am Dachstein teil, doch wurde ihr aufgrund eines nicht regelkonformen Anzugs keine Starterlaubnis erteilt, sodass sie nicht in die Wertung kam. Nach einer mehrwöchigen Wettkampfpause standen vom 22. bis 24. Januar drei Continental-Cup-Wettbewerbe in Eisenerz an. Da die Weltcup-Saison letztlich nur ein Rennen umfasste, war das Teilnehmerfeld auch im Continental Cup mit den Spitzenathletinnen besetzt. Walijewa erreichte an allen drei Wettkampftagen die Punkteränge, ihr bestes Ergebnis erzielte sie mit dem vierzehnten Platz. Bei den Nordischen Junioren-Skiweltmeisterschaften 2021 in Lahti belegte sie den 13. Platz im Einzel und wurde darüber hinaus gemeinsam mit Dawid Ibragimow, Marija Kusmina und Eduard Schirnow Neunte im Mixed-Team. Am 27. Februar nahm sie an der erstmals ausgetragenen Medaillenentscheidung der Nordischen Kombiniererinnen bei Nordischen Skiweltmeisterschaften in Oberstdorf teil, doch kam sie aufgrund einer Disqualifikation nicht in die Wertung. Mitte März beendete Walijewa in Nischni Tagil ihre Saison als viertbeste Russin in der Continental-Cup-Gesamtwertung.

## Privates
Walijewa besuchte das staatliche Institut für Körperkultur in Tschaikowski.

## Statistik

### Grand-Prix-Platzierungen
| Saison | Platz | Punkte |
| ------ | ----- | ------ |
| 2021   | 22.   | 38     |

### Continental-Cup-Platzierungen
| Saison  | Platz | Punkte |
| ------- | ----- | ------ |
| 2018/19 | 37.   | 36     |
| 2019/20 | 26.   | 62     |
| 2020/21 | 18.   | 83     |